# Jezioro Sielpińskie
Jezioro Sielpińskie (Zalew Sielpia) – sztuczny zbiornik wodny o powierzchni 57,41 ha położony w północno-zachodniej części województwa świętokrzyskiego między Kielcami (ok. 35 km) a Końskimi (ok. 10 km) w miejscowości Sielpia Wielka nad zalewem Czarnej Koneckiej.
Na terenie zbiornika znajdują się dwie wyspy. Zbiornik powstał w latach 60. Jest jednym z największych zbiorników rekreacyjnych w województwie świętokrzyskim.
W pobliżu zalewu znajduje się kilkadziesiąt ośrodków wypoczynkowych oraz Muzeum Zagłębia Staropolskiego w Sielpi.
Zimą 2019 jezioro w Sielpi przechodziło pierwszy etap rewitalizacji. Na sezon letni 2019 woda została z powrotem wpuszczona do zbiornika.

Kolejny etap prac rewitalizacyjnych rozpoczął się po sezonie letnim 2019, jednak zimą 2020 spotkał się z protestami ekologów.